# مردمان باران
مردمان باران (انگلیسی: The Rain People) فیلمی در ژانر درام به کارگردانی فرانسیس فورد کوپولا است که در سال ۱۹۶۹ منتشر شد. از بازیگران آن می‌توان به جیمز کان، رابرت دووال، و شرلی نایت اشاره کرد.